# Безназва
Безназва (пол. Beznazwa) — село в Польщі, у гміні Владиславув Турецького повіту Великопольського воєводства.
Населення — 252 особи (2011).
У 1975-1998 роках село належало до Конінського воєводства.

## Демографія
Демографічна структура станом на 31 березня 2011 року:
|          | Загалом | Допрацездатний вік | Працездатний вік | Постпрацездатний вік |
| -------- | ------- | ------------------ | ---------------- | -------------------- |
| Чоловіки | 117     | 20                 | 80               | 17                   |
| Жінки    | 135     | 38                 | 65               | 32                   |
| Разом    | 252     | 58                 | 145              | 49                   |